# I soliti idioti 3 - Il ritorno
I soliti idioti 3 - Il ritorno è un film del 2024 diretto da Fabrizio Biggio, Francesco Mandelli e Ferruccio Martini, sequel del film I 2 soliti idioti del 2012.

## Trama
Il film riprende l'omonima serie e parla di Ruggero che dopo 10 anni si risveglia dal coma. Gianluca, ormai diventato un ecologista, un esperto di insetti e un professore, decide di accompagnare il padre (anche se contrario) e fargli vedere quello che c'è e che è accaduto negli anni in cui era in coma.
Nel film appaiono diversi personaggi dell'omonima serie come: gli (Im)moralisti, i litigiosi, gli omosessuali, Jackson&Johnson, il mafioso, i tamarri e Sebastiano&Gisella.

## Produzione
Successivamente alla produzione di I soliti idioti - Il film (2011) e I 2 soliti idioti (2012), basati sulla serie televisiva di MTV Italia I soliti idioti (2009-2012), i protagonisti Fabrizio Biggio e Francesco Mandelli hanno sciolto il duo comico, intraprendendo percorsi indipendenti. Nel 2023 i due comici hanno prodotto la tournée teatrale Fiodena Summer Tour.
Il 29 settembre 2023 Medusa Film ha annunciato l'inizio delle riprese del terzo film del duo comico a Milano. Il film vede soggetto, sceneggiatura e regia di Francesco Mandelli, Fabrizio Biggio e Martino Ferro. Successivamente sono stati annunciati dei cameo di Andrea Delogu, Daniela Virgilio, Gabriele Corsi, Guè, Anna e Big Fish.

## Promozione
Il primo trailer del film è stato diffuso il 25 dicembre 2023.

## Distribuzione
Il film viene distribuito nelle sale cinematografiche il 25 gennaio 2024.

## Accoglienza

### Incassi
Il film ha incassato 3919886 € con 504331 presenze.

### Critica
Il film è stato accolto in maniera perlopiù negativa dalla critica cinematografica, la quale ha trovato delle lacune narrative nella sceneggiatura e incoerenza temporale dei personaggi rappresentati all'interno del film.
Manuela Santacatterina di The Hollywood Reporter Roma afferma che «le maschere ci sono tutte e non sono minimamente invecchiate; [...] Anzi, sono solo peggiorati» immersi nelle tematiche sociali attuali. Tuttavia la giornalista riscontra una struttura narrativa «troppo esile» per la durata del film, poiché mancano le «fondamenta sulle quali costruire un film. Perché l’impressione è quella di assistere ad una giustapposizione di scene comiche», trovandolo in definitiva «stantio». Federico Pontiggia del Cinematografo scrive che il film «non è né irriverente né divertente» con un «andamento iterato che rende ancor più fiacco e noioso il tutto».
Paolo Falletta di Everyeye.it non rimane particolarmente colpito dal film, ritenendo che i personaggi siano nati «in seno a un altro decennio, maschere generate e plasmate dalle storture di anni passati», sebbene alcuni «ancora estremamente attuali», trovando che il film «si riduce a un'infinita ripetizione della stessa gag e delle stesse battute» poiché «la necessità di una trama come filo conduttore tra gli sketch finisce per depotenziarli e sottolinearne la ripetitività». Francesco Alò de Il Messaggero definisce il progetto «un'orribile commedia», trovando le maschere interpretate «scurrili e ripetitive».